# Nagnajów

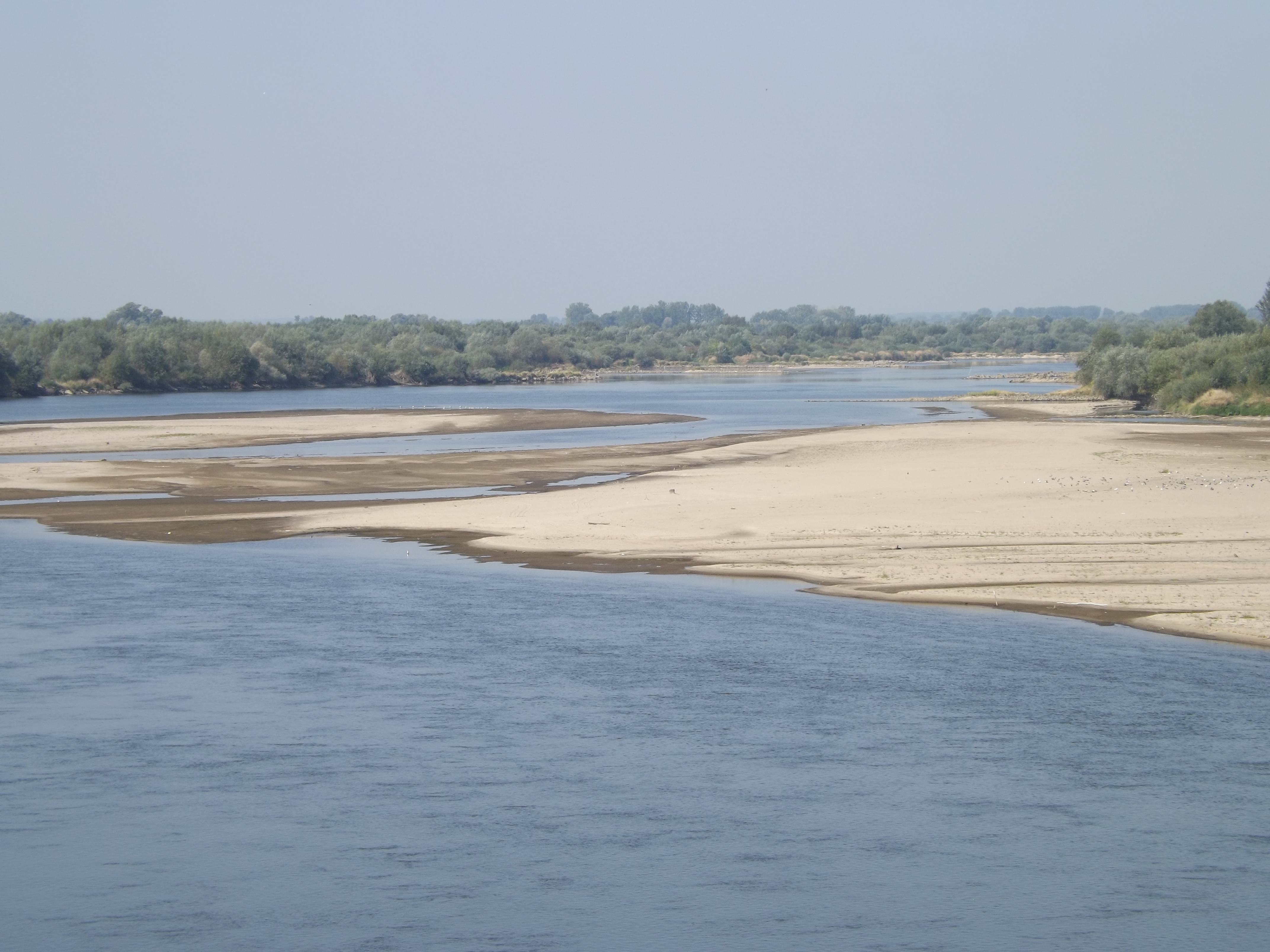
Wisła w rejonie Nagnajowa, miejsce przeprawy wojsk radzieckich latem 1944, walczących o utworzenie przyczółka baranowsko-sandomierskiego.

Nagnajów – najmłodsze administracyjne osiedle Tarnobrzega, utworzone 27 maja 1992 roku.
Był wsią klasztoru cystersów koprzywnickich w województwie sandomierskim w ostatniej ćwierci XVI wieku.

## Historia
Dawna wieś. W czasie II wojny światowej z Nagnajowa na drugi brzeg Wisły w okolicy Kępy Nagnajewskiej 30 lipca 1944 roku przeprawiały się wojska radzieckie którym pomocy udzielał oddział Batalionów Chłopskich dowodzony przez kapitana Stanisława Ordyka
W latach 1973–1976 w gminie Tarnobrzeg. 1 października 1976 włączony do gminy Baranów Sandomierski. 1 stycznia 1992 włączony do Tarnobrzega, stając się jego południowym osiedlem nadwiślańskim o powierzchni 324,25 ha.

## Komunikacja
Teren Nagnajowa przecinają dwie drogi: droga wojewódzka nr 871 (Wisłostrada) oraz droga krajowa nr 9, tutaj także ma swój początek droga wojewódzka nr 985. Znajduje się tu również dwupoziomowy węzeł drogowy, w którym krzyżują się powyższe szlaki drogowe, a także most przez rzekę Wisłę.
Osiedle leży na trasie pieszego zielonego szlaku turystycznego Kotliny Sandomierskiej, z Sandomierza do Majdanu Królewskiego.